# Erika Fuchs
Erika Fuchs, nata Petri (Rostock, 7 dicembre 1906 – Monaco di Baviera, 22 aprile 2005) è stata una traduttrice tedesca.
Le sue opere più famose sono le traduzioni in tedesco dei fumetti americani Disney, soprattutto le storie di Carl Barks su Paperopoli e i suoi abitanti.

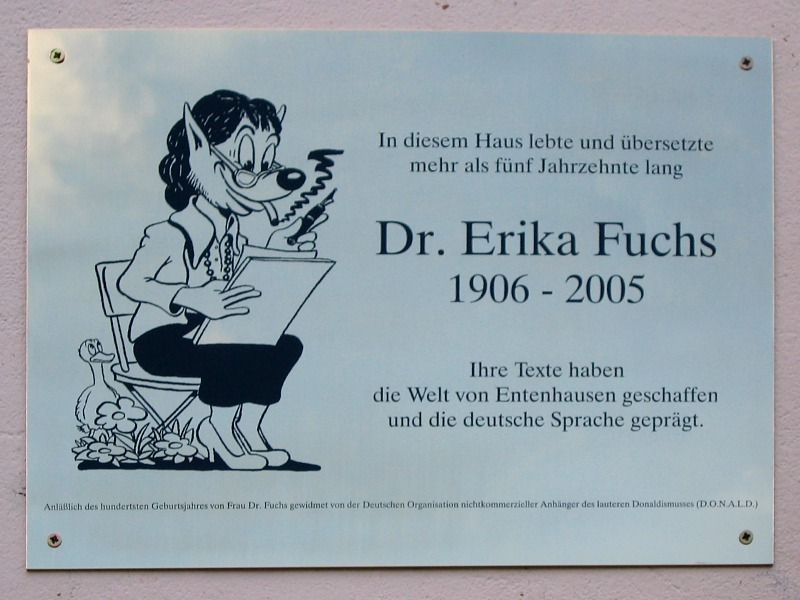
Targa commemorativa sulla casa di Erika Fuchs a Schwarzenbach, Germania, donata nel 2006 dalla D.O.N.A.L.D. L'iscrizione in tedesco recita "In questa casa, la Dr.ssa Erika Fuchs (1906-2005) ha vissuto e tradotto per più di 5 decadi. I suoi testi hanno plasmato il mondo di Paperopoli e arricchito la lingua tedesca."

Molte delle sue creazioni sono entrate nella lingua tedesca e le sue traduzioni sono oggi riconosciute come facenti parte della grande tradizione tedesca di poesia leggera, come quella di Heinrich Heine, Wilhelm Busch e Kurt Tucholsky. Al contrario delle versioni originali inglesi, le sue traduzioni includono molte citazioni nascoste e allusioni letterarie. Secondo le parole di Fuchs stessa, "Non si è mai abbastanza istruiti per tradurre i fumetti".

## Biografia
Nata in una famiglia benestante, Fuchs passò la maggior parte dell'infanzia e della gioventù a Bialogard nella Pomerania. Nel 1921 fu la prima donna ad essere ammessa nel Gymnasium (scuola di grammatica) dove passò l'Abitur nel 1926. Proseguì negli studi a Losanna, Monaco e Londra, dove studiò storia dell'arte e si laureò nel 1931-1932. Nel 1935 la sua tesi di laurea si intitolò "Johann Michael Feuchtmayr: Ein Beitrag zur Geschichte des deutschen Rokoko", "un contributo alla storia del Rococò tedesco", e ricevette la laurea magna cum laude. Suo marito, l'ingegnere Günter Fuchs (1907-1984), fu un capitano d'industria e inventore.
Dopo la Seconda Guerra Mondiale lavorò come traduttrice presse l'editore tedesco del Reader's Digest, per poi lavorare sempre come traduttrice presso altre riviste americane. Nel 1951 divenne capo editore dell'appena fondata rivista tedesca Micky Maus, dove lavorò fino al pensionamento avvenuto nel 1988.

## Opere
Molte delle sue traduzioni dei fumetti di Carl Barks entrarono o rientrarono nella lingua tedesca. La frase "Dem Ingeniör ist nichts zu schwör", "nulla è troppo difficile per un ingegnere", ma con le vocali (umlaut) alla fine di "Ingenieur" e "schwer" alterate per farle rimare in maniera comica, viene spesso attribuita a Fuchs, che la adottò come motto in tedesco di Archimede Pitagorico. È importante far notare che la frase è originariamente basata su una canzone di Heinrich Seidel. Una versione meno musicale della frase in questione è il primo verso di "Seidels Ingenieurlied" ("La canzone dell'ingegnere") che veniva usata dalle confraternite delle università ingegneristiche come l'equivalente tedesco del The Ritual of the Calling of an Engineer. Fuchs l'aveva sentita dal marito, che era appunto un ingegnere.
Un classico della Fuchs può essere trovato nella sua traduzione della storia di Barks del 1956 "Paperino e la congiura dei sozzi" (INDUCKS codice W WDC 184-01), dove Qui, Quo e Qua pronunciano il giuramento "Wir wollen sein ein einig Volk von Brüdern, in keiner Not uns waschen und Gefahr" ("Saremo un Popolo Unito di Fratelli, Senza mai sporcarci di pericolo o di disperazione"), parodiando la versione di Friedrich Schiller del Rütlischwur, il leggendario patto pronunciato alla nascita dell'antica Confederazione Svizzera, della sua opera teatrale Guglielmo Tell in una maniera appropriata.
Usava spesso i verbi abbreviati alla sola radice non solo per imitare i suoni (onomatopee), come ad esempio schluck, stöhn, knarr, klimper (gulp, sigh, crick, tic) ma anche per rappresentare eventi senza suono: grübel, staun, zitter (mumble, gasp, brrr). Oggi il termine per queste onomatopee in tedesco è Erikativ, un neologismo creato usando il nome di battesimo di Fuchs insieme alla radice normalmente associata a termini grammaticali come Infinitiv (infinito), Indikativ (indicativo), Akkusativ (caso accusativo), ed altri. Il termine Erikativ ha visto molto uso nei forum e nelle chatroom per descrivere quelle che le persone fanno mentre scrivono, diventato poi un sinonimo nello slang internettiano tedesco del termine inglese emote. Esempi in inglese: *ducks*, *runs away*, ecc. Gli Erikativ sono la versione tedesca di questi termini (rispettivamante *duck*, *weglauf*).

## Onorificenze ed eredità

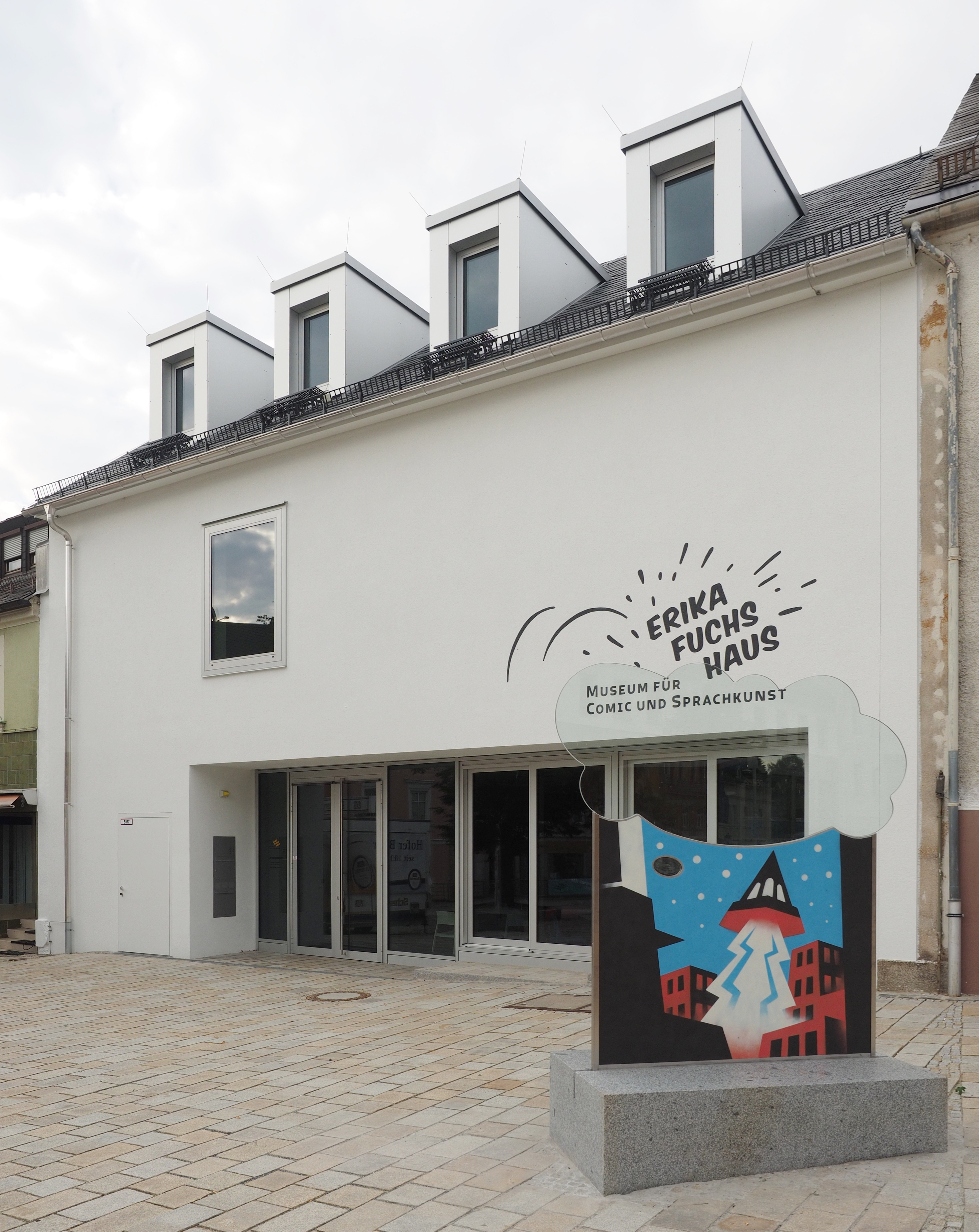
L'Erika-Fuchs-Haus a Schwarzenbach a.d. Saale nel 2015.

Nel 2001 Erika Fuchs ricevette il premio Heimito von Doderer per la letteratura per il suo lavoro su Paperopoli. Fino alla sua morte nel 2005, Erika Fuchs fu un membro onorario di "D.O.N.A.L.D." ("Deutsche Organisation nichtkommerzieller Anhänger des lauteren Donaldismus", la "Organizzazione tedesca di appassionati non commerciali del vero Donaldismo"). Alcuni membri dell'organizzazione (Patrick Bahners e Andreas Platthaus) erano soliti inserire rimandi alle traduzioni di Fuchs nel quotidiano FAZ, di solito riconosciute solo da chi ne era al corrente.
Nel 1991, il pittore Gottfried Helnwein inserì un ritratto di Fuchs nel suo Die 48 bedeutendsten Frauen des Jahrhunderts (Le 48 donne più importanti del secolo). L'opera può essere trovata al Museo Ludwig di Colonia.
Un museo dei fumetti venne aperto nella città natale di Fuchs, Schwarzenbach an der Saale, il 1 agosto 2015.